# Alabas ibne Haçane de Jarjaraia
Alabas/Alabás ou Abas ibne Haçane de Jarjaraia (Al-ʿAbbās ibn al-Ḥasan al-Jarjarāʾī) foi um oficial sênior e vizir abássida de outubro de 904 até seu assassinato em 17 de dezembro de 908.

## Vida

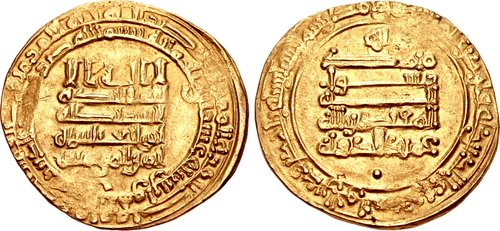
Dinar de ouro de Almoctadir r.

Como seu nisba indica, Alabas veio de Jarjaraia, ao sul de Bagdá. Ele começou sua carreira como secretário privado Alcacim ibne Ubaide Alá. Quando Alcacim morreu em outubro de 904, ele havia recomendado Alabas ou o Jarráida Ali ibne Issa como seu sucessor; quando o último recusou-se, o califa Almoctafi (r. 902–908) devidamente nomeou Abas para o posto. Seu mandato foi marcado pela estreita aliança com os Banu Alfurate, cujo líder Alboácem Ali tornou-se seu auxiliar chefe e sucessor designado.
Quando Almoctafi morreu em 908, recaiu sobre Alabas e aos burocratas seniores decidirem seu sucessor. No fim, Alabas ouviu o conselho de Alboácem Ali, que aconselhou-o selecionar um governante fraco que seria facilmente manipulado: Jafar, o irmão de 13 anos de Almoctafi, que tornar-se-ia califa como Almoctadir (r. 908–932). Em dezembro de 908, uma revolta palaciana eclodiu liderada pelos jarraídas e o hamadânida Huceine ibne Hamadã, com o objetivo de instalar seu tio mais maduro e experiente, Abedalá ibne Almutaz, em seu lugar. A revolta fracassou, mas não antes dos rebeldes conseguirem matar Alabas.